# Jordsjön, Uppland
Jordsjön är en insjö mellan Roslags-Kulla och Gregersboda, intill länsväg 276 i Österåkers kommun i Uppland och ingår i Norrtäljeån-Åkerströms kustområde. Sjön har en area på 0,0622 kvadratkilometer och ligger 22,1 meter över havet. Dess namne finns på två andra platser i Sverige; Jordsjön i Västerbotten och Jordsjön i Östergötland.

## Delavrinningsområde
Jordsjön ingår i det delavrinningsområde (660833-165825) som SMHI kallar för Rinner mot Norrfjärden sek namn. Medelhöjden är 20 meter över havet och ytan är 5,16 kvadratkilometer. Det finns inga avrinningsområden uppströms utan avrinningsområdet är högsta punkten. Avrinningsområdets utflöde mynnar i havet, utan att ha någon enskild mynningsplats. Avrinningsområdet består mestadels av skog (76 procent) och jordbruk (13 procent). Avrinningsområdet har 0,06 kvadratkilometer vattenytor vilket ger det en sjöprocent på 1,2 procent.